# Space Race (videogioco)
Space Race è il secondo videogioco arcade realizzato da Atari, dopo PONG. Scopo del gioco è quello di attraversare lo schermo con una nave spaziale, evitando vari ostacoli. È privo di intelligenza artificiale, ed è quindi dotato di una sola modalità multiplayer nel quale due giocatori si possono sfidare. Il punteggio è tenuto in maniera elettronica.